# Kanton Conty
Der Kanton Conty ist ein ehemaliger, bis 2015 bestehender französischer Wahlkreis im Arrondissement Amiens, im Département Somme und in der Region Picardie; sein Hauptort war Conty. Vertreter im Generalrat des Départements war ab 2011 Jean-Christophe Loric (parteilos).
Der Kanton Conty war 205,21 km² groß und hatte im Jahr 1999 8.918 Einwohner. Er lag im Mittel 83 m hoch, zwischen 36 m in Bacouel-sur-Selle und 194 m in Belleuse.

## Gemeinden
Der Kanton bestand aus 23 Gemeinden:
| Gemeinde              | Einwohner Jahr | Fläche km² | Bevölkerungsdichte | Code INSEE | Postleitzahl |
| --------------------- | -------------- | ---------- | ------------------ | ---------- | ------------ |
| Bacouel-sur-Selle     | 479 (2013)     | –          | – Einw./km²        | 80050      | 80480        |
| Belleuse              | 355 (2013)     | –          | – Einw./km²        | 80079      | 80160        |
| Bosquel               | 313 (2013)     | –          | – Einw./km²        | 80114      | 80160        |
| Brassy                | 65 (2013)      | –          | – Einw./km²        | 80134      | 80160        |
| Contre                | 152 (2013)     | –          | – Einw./km²        | 80210      | 80160        |
| Conty                 | 1.705 (2013)   | –          | – Einw./km²        | 80211      | 80160        |
| Courcelles-sous-Thoix | 53 (2013)      | –          | – Einw./km²        | 80219      | 80160        |
| Essertaux             | 254 (2013)     | –          | – Einw./km²        | 80285      | 80160        |
| Fleury                | 236 (2013)     | –          | – Einw./km²        | 80317      | 80160        |
| Fossemanant           | 101 (2013)     | –          | – Einw./km²        | 80334      | 80160        |
| Frémontiers           | 153 (2013)     | –          | – Einw./km²        | 80352      | 80160        |
| Lœuilly               | 845 (2013)     | –          | – Einw./km²        | 80485      | 80160        |
| Monsures              | 225 (2013)     | –          | – Einw./km²        | 80558      | 80160        |
| Namps-Maisnil         | 996 (2013)     | –          | – Einw./km²        | 80582      | 80290        |
| Nampty                | 270 (2013)     | –          | – Einw./km²        | 80583      | 80160        |
| Neuville-lès-Lœuilly  | 129 (2013)     | –          | – Einw./km²        | 80594      | 80160        |
| Oresmaux              | 821 (2013)     | –          | – Einw./km²        | 80611      | 80160        |
| Plachy-Buyon          | 893 (2013)     | –          | – Einw./km²        | 80627      | 80160        |
| Prouzel               | 477 (2013)     | –          | – Einw./km²        | 80643      | 80160        |
| Sentelie              | 200 (2013)     | –          | – Einw./km²        | 80734      | 80160        |
| Thoix                 | 143 (2013)     | –          | – Einw./km²        | 80757      | 80160        |
| Tilloy-lès-Conty      | 265 (2013)     | –          | – Einw./km²        | 80761      | 80160        |
| Velennes              | 148 (2013)     | –          | – Einw./km²        | 80786      | 80160        |